# Folkets park i Skurup

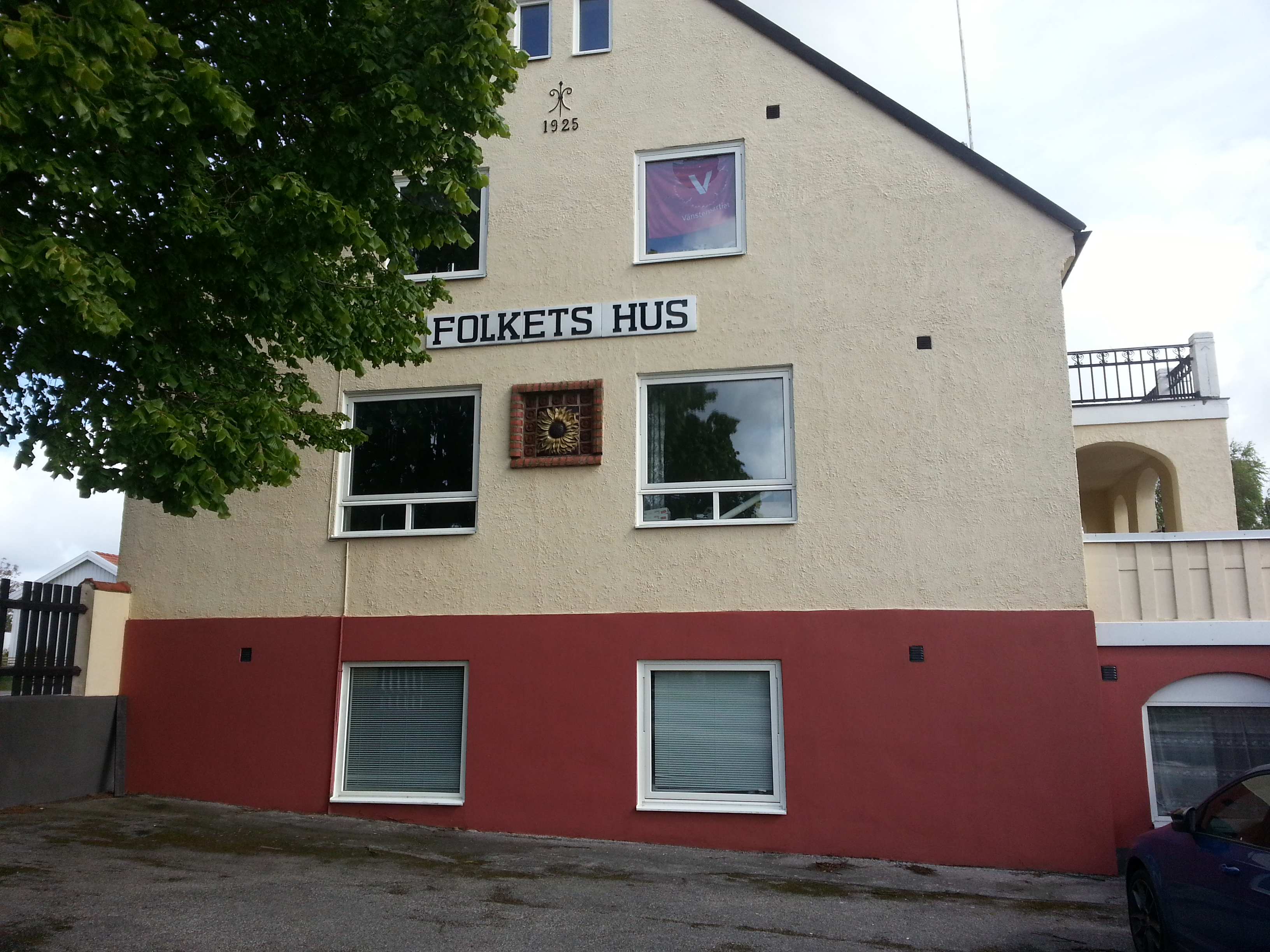
Folkets hus i Skurup

Folkets park i Skurup är en folkpark i Skurup

## Historia
1906 samlades Skurupsbor för att bilda en Folkets Hus-förening.  Folkets Hus-föreningens första stadgar registrerades senare den 23 februari 1907.
Styrelsen ansökte att föreningens namn skulle vara Folkets Hus-föreningen, men detta godkändes inte och de fick då namnet Arbetarnas Fastighetsförening i Skurup. En tomt till föreningen köpets av stationskarl Jöns Nilsson. Köpet av tomten gjorde även så hela föreningens kapital tog slut. Men 1909 vid föreningens årsmötet beslöts det att man skulle byta ut tomten mot ett område från N.H Nordén.
På det nya området planerades det att planteras träd och byggas dansbana, inhägnad m.m. Hela parkområdet var sedan färdig planerad och uppbyggt på en månad. Parken invigdes den 1 maj 1909 och ett invignings tal hölls av Kurt Hjalmarsson.

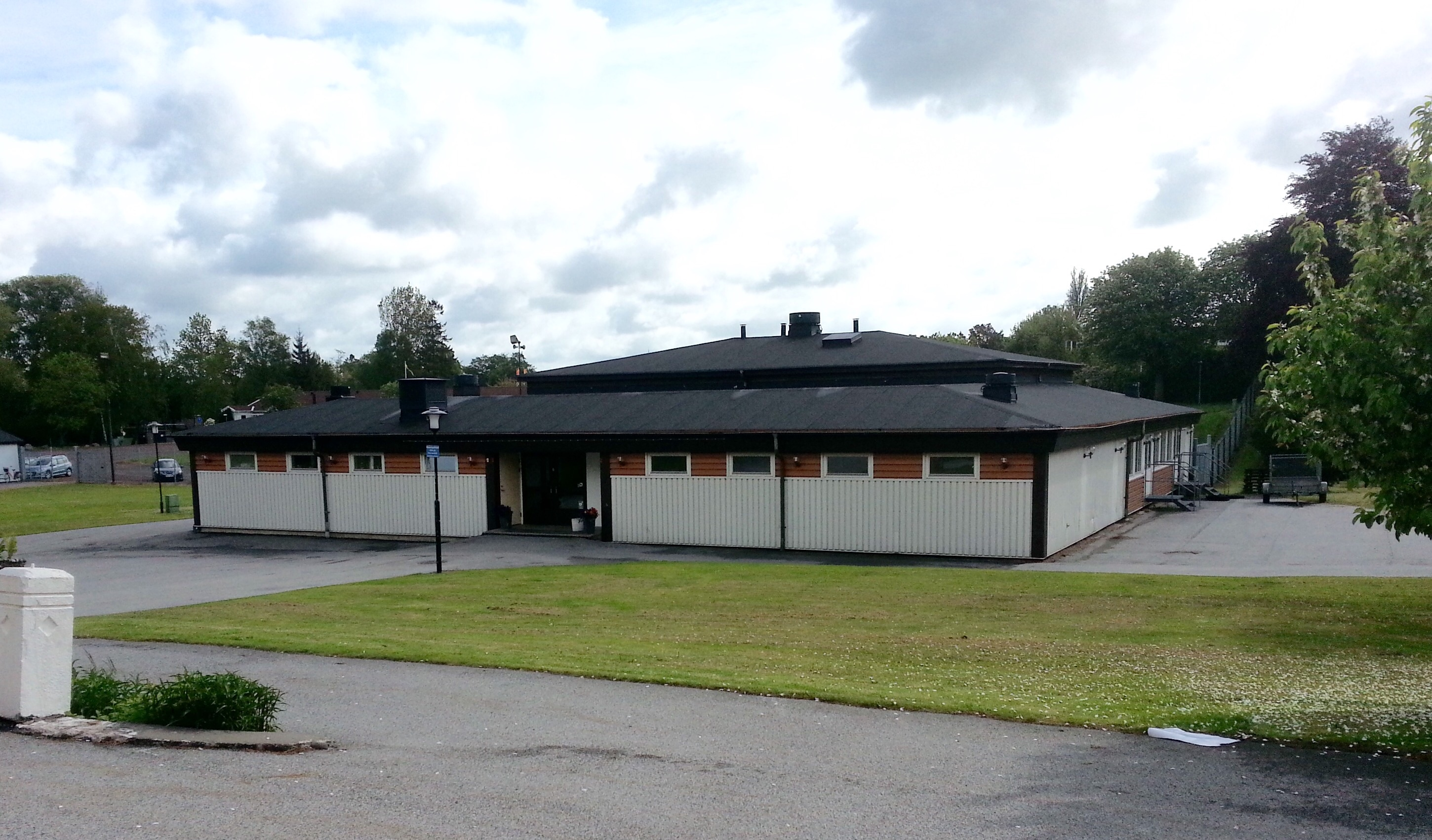
Dansbana i Skurups folkets park

Man ordnade så att parken varje söndag under flera år hade artister. Det kom flertal olika artister och inträdet till parken var oftast 25 öre. För det mest kända artisterna hade man ett inträde på 50 öre. Trots detta var det problem med finansieringen av parken. Det som dock räddade föreningen var Skurups-marknaderna.
År 1925 Invigdes ett hus vid folkets park och detta hus fick heta Folkets Hus.
År 1932 uppstod det för första gången en brand i Folkets park. Branden förstörde dansbanan, vilket var ett problem eftersom Skurups sommarmarknad skulle börja tre dagar senare. Tack vare hjälp från träarbetare hann man dock bygga en provisorisk dansbana utan tak. En period senare lade man en grund för en ny dansbana till parken. Den nya dansbanan var byggd i funkisstil och den genomgick sedan år 1978-1979 en tillbyggnad med kök, toaletter och isolering. Denna dansbana brann också ner år 1988 på valborgsmässoafton. Anledningen till branden var ett elektriskt fel. Dansbanan byggdes sedan upp igen den 28 april 1989.